# Der Hauptmann
Der Hauptmann is een Duits-Frans-Poolse historische dramafilm uit 2017, geschreven en geregisseerd door Robert Schwentke. De film is geïnspireerd op de Duitse oorlogsmisdadiger Willi Herold, die als Duitse officier een gestolen identiteit aannam en de moord op deserteurs en andere gevangenen in een van de Emslandlagerkampen orkestreerde.

## Verhaal
Het verhaal speelt zich af in april 1945. Nazi-Duitsland te midden van chaos, leeft zijn laatste uren voordat het capituleert. Duitse Wehrmacht-troepen worden achtervolgd door geallieerde troepen terwijl deserteurs worden geëxecuteerd. Bloedbaden, verkrachtingen of zelfs plunderingen heersen over dit Duitsland in volle vlucht. Nadat hij zijn regiment heeft verloren, dwaalt de jonge Duitse korporaal Willi Herold rond om te proberen te ontsnappen aan een commando dat hem wil vermoorden. Hongerig en verzwakt ontdekt Herold onderweg, in een verlaten auto, het uniform bedekt met medailles van een dode Luftwaffe-kapitein.
Om aan zijn geprogrammeerde dood te ontsnappen, besluit hij hem aan te trekken om zichzelf te camoufleren en te ontsnappen aan degenen die hem willen doden. Een ideale camouflage, het uniform is het symbool van macht en vooral van autoriteit. Onder zijn nieuwe identiteit vormt kapitein Herold een commando voor een missie die hij helemaal opnieuw heeft bedacht: voor Adolf Hitler moeten ze een rapport opstellen over de toestand van het achterfront. Herold heeft een voorliefde voor de rol die hij op zich heeft genomen. Sadistisch en psychisch kwetsbaar, zaait hij honderden slachtoffers op zijn pad.

## Rolverdeling
| Acteur            | Personage        |
| ----------------- | ---------------- |
| Max Hubacher      | Willi Herold     |
| Milan Peschel     | Reinhard Freytag |
| Frederick Lau     | Kipinski         |
| Bernd Hölscher    | Karl Schütte     |
| Waldemar Kobus    | Hansen           |
| Alexander Fehling | Junker           |
| Samuel Finzi      | Roger            |

## Productie
De film is een coproductie tussen Duitsland (Filmgalerie 451), Frankrijk (Alfama Films) en Polen (Opus Film). De opnames begonnen op 10 februari 2017 en vonden voornamelijk plaats in Duitsland in de stad Görlitz en op sommige locaties in Polen. De film is in chronologische volgorde en geheel in zwart-wit opgenomen. De speciale effecten zijn geproduceerd door Mackevision, een computer-gegenereerd bedrijf voor beeldvorming en visuele effecten.

## Release
De film ging in première op 7 september 2017 op het Internationaal filmfestival van Toronto, waar het werd vertoond in de sectie speciale presentaties.

## Ontvangst
De film ontving over het algemeen gunstige recensies van critici. Op Rotten Tomatoes heeft Der Hauptmann een waarde van 83% en een gemiddelde score van 7,60/10, gebaseerd op 53 recensies. Op Metacritic heeft de film een gemiddelde score van 67/100, gebaseerd op 17 recensies.

## Prijzen en nominaties
De film won 23 prijzen en ontving 19 nominaties, waarvan de belangrijkste:
| Jaar | Prijs                                         | Categorie                       | Genomineerde(n)                                      | Uitslag     |
| ---- | --------------------------------------------- | ------------------------------- | ---------------------------------------------------- | ----------- |
| 2017 | Internationaal filmfestival van San Sebastián | Juryprijs voor beste camerawerk | Florian Ballhaus                                     | Gewonnen    |
| 2018 | Bayerischer Filmpreis                         | Beste jonge acteur              | Max Hubacher                                         | Gewonnen    |
| 2018 | Deutscher Filmpreis                           | Beste geluid                    | André Bendocchi-Alves, Eric Devulder & Martin Steyer | Gewonnen    |
| 2018 | Deutscher Filmpreis                           | Beste speelfilm                 | Frieder Schlaich & Irene von Alberti                 | Genomineerd |
| 2018 | Deutscher Filmpreis                           | Beste mannelijke bijrol         | Alexander Fehling                                    | Genomineerd |
| 2018 | Deutscher Filmpreis                           | Beste montage                   | Michał Czarnecki                                     | Genomineerd |
| 2018 | Deutscher Filmpreis                           | Beste filmmuziek                | Martin Todsharow                                     | Genomineerd |
| 2018 | Europese Filmprijzen                          | Beste geluid                    | André Bendocchi-Alves & Martin Steyer                | Gewonnen    |